# Fremskrittspartiets Ungdom
Fremskrittspartiets Ungdom (FpU) är det norska Fremskrittspartiets politiska ungdomsorganisation. Organisationen grundades officiellt på Framskrittpartiet nationalmöte 1978, samma nationella möte som valde Carl I. Hagen till ordförande för Fremskrittspartiet. FpU har aktiva län i alla län i landet. 